# 墩上乡
墩上乡，是中华人民共和国四川省绵阳市北川羌族自治县曾经下辖的一个乡。2019年12月，撤销墩上乡，将其所属行政区域划归坝底乡管辖。

## 行政区划
墩上乡撤销前下辖以下地区：
石关村、岭岗村、金山村、羊角村和新民村。